# Antitesi
L'antitesi (dal greco antíthesis) è, in linguistica, una figura retorica di accostamento di due parole o frasi dal significato opposto. In logica e filosofia consiste in una tesi che ne contraddice un'altra posta in precedenza.

## In linguistica
Secondo la definizione di Lausberg, l'antitesi è «la contrapposizione di due pensieri di variabile estensione sintattica».
Si possono distinguere l'antitesi di frase e l'antitesi di parole singole.
Esempi possono essere parole di senso contrario (vita/morte), contraddittorio (vitale/non-vitale), inverso (acquistare/vendere).
Un esempio notevole è il seguente sonetto, contenuto nei Rerum vulgarium fragmenta di Francesco Petrarca, in cui l'antitesi è protratta per tutto il componimento:
e temo, et spero; et ardo, et son un ghiaccio;

et volo sopra 'l cielo, et giaccio in terra;

et nulla stringo, et tutto 'l mondo abbraccio.

Tal m'à in pregion, che non m'apre né serra,

né per suo mi riten né scioglie il laccio;

et non m'ancide Amore, et non mi sferra,

né mi vuol vivo, né mi trae d'impaccio.

Veggio senza occhi, et non ò lingua et grido;

et bramo di perir, et cheggio aita;

et ò in odio me stesso, et amo altrui.

Pascomi di dolor, piangendo rido;

egualmente mi spiace morte et vita:

in questo stato son, donna, per voi.»
(Petrarca, Canzoniere, CXXXIV)

## Logica e filosofia
Nella logica e nella filosofia, l'antitesi si contrappone ad una tesi, verso cui solleva dubbi, critiche o alternative. Nella disputatio della scolastica medievale, ad esempio, l'antitesi era il punto di vista opposto a una posizione riguardante una quaestio, formulato per metterla alla prova, stimolare la discussione e ricercare argomentazioni diverse.
Divenne così un caposaldo del metodo dialettico, tornato in auge nell'idealismo tedesco di Fichte, Schelling, ed Hegel, per i quali l'antitesi è il secondo di tre momenti fondamentali, che si pone in contraddizione a una tesi, per negarla ma al contempo inglobarla (Aufheben) nella fase finale più ampia della sintesi.